# 김소현 (1999년)
김소현(1999년 6월 4일~)은 대한민국의 배우이다. 김소현은 2006년 《드라마시티 - 십분간, 당신의 사소한》으로 아역 배우로 연기 활동을 시작했으며, 2008년 《전설의 고향 - 아가야 청산가자》를 통해 정식 데뷔하였다. 그녀는 2012년 《해를 품은 달》에서 악역인 윤보경 아역, 《보고싶다》에서 이수연 아역, 2013년 《너의 목소리가 들려》에서 장혜성 아역을 맡아 주목 받기 시작하였고, 어린 나이에도 많은 작품에 출연하며 인지도를 높혔다. 김소현은 2015년 《후아유 - 학교 2015》에서 지상파 첫 주연을 맡았고, 이듬 해 방영한 드라마 《싸우자 귀신아》(2016)로 첫 성인 연기를 선보였으며, 《군주 - 가면의 주인》(2017), 《라디오 로맨스》(2018) 등에 출연하였다.

## 성장 과정 및 교육
김소현은 오스트레일리아에서 태어나 2003년 4살이 된 무렵 한국으로 귀국하였다. 그녀는 어머니와 1살 어린 남동생과 함께 살고 있다. 김소현은 경기도 소재의 회룡초등학교에서 토월초등학교로 전학을 갔고 2012년 2월 졸업하였다. 2012년 3월, 문정중학교에 입학하여 2015년 2월에 졸업한 후에는 수지고등학교에 입학 예정이었고 반 배정까지 받은 상태였지만, 촬영 스케줄 때문에 일어나는 불규칙적인 등교가 학급의 분위기를 해칠 것을 염려하여 고등학교에 진학 대신 홈스쿨링을 하며 배우 활동과 학업을 병행했고, 2017년 8월 고졸 검정고시에 합격하였다.
2017년 9월 한양대학교 예술체육대학 연극영화과 2018학년도 수시모집 전형에 응시, 11월 10일 최종 합격하였다고 언론에 보도 되었다. 김소현은 2018년 2월 28일 서울 성동구 한양대학교에서 진행된 79회 입학식에 참석했고, 그녀는 “한양대에 입학하게 됐는데 18학번이 돼 설렌다. 열심히 학교 생활해서 좋은 모습 보여드리겠다”고 입학 소감을 밝혔다.

## 연기 생활

### 초기 경력
김소현은 2006년 KBS2에서 방영된 단막극 《드라마시티 - 십분간, 당신의 사소한》의 어린 도용심 역을 맡으며 연기를 시작하였고, 2008년 KBS2에서 방영된 《전설의 고향 - 아가야 청산가자》의 연화 역을 맡아 정식으로 데뷔하였다. 이 후 2010년 iHQ와 매니지먼트 전속계약을 맺고 연기 활동을 이어나갔다. 그녀는 이외에도 《태양의 여자》 (2008), 《제빵왕 김탁구》 (2010), 《출생의 비밀》 (2013), 《파괴된 사나이》 (2010), 《나는 왕이로소이다》 (2012) 등 여러 편의 드라마와 영화에 아역으로 출연하였다.

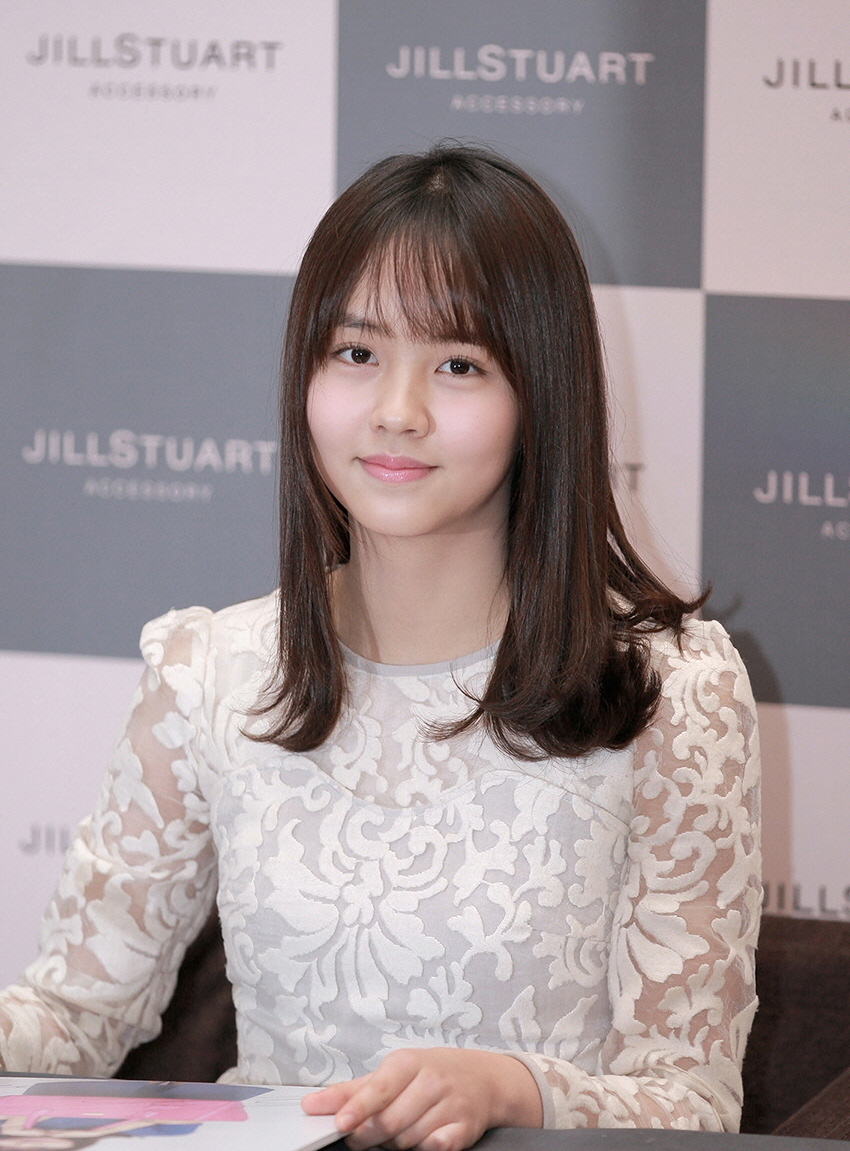
2013년 12월 1일 롯데 질스튜어트 팬사인회에서 김소현.

김소현은 2012년 초, 방송 된 MBC 《해를 품은 달》에서 여진구, 김유정, 진지희, 이민호 등 함께 연기한 아역 배우들의 열연은 시청자들에게 많은 호평을 받았고, MBC 연기대상 아역상을 수상했다. 그녀는 또한 그해 출연한 《보고싶다》 (2012)와 《옥탑방 왕세자》 (2012), 《너의 목소리가 들려》 (2013), 《수상한 가정부》 (2013)를 통해 아역 배우로써 입지를 단단히 하며 유명세를 얻기 시작했고, 연기력을 인정 받아 SBS 연기대상 뉴스타상을 수상하였다. 특히 김소현의 출세작이라고 할 수 있는 《너의 목소리가 들려》에서 그녀는 첫 회의 장혜성(이보영 분)의 아역을 맡아 어머니 역할의 김해숙과 모녀지간 연기를 훌륭히 소화해내며 극의 몰입도를 한층 높였다는 평가를 받으며 당초 첫 방송을 앞두고서는 기대가 크지 않았던 작품이였지만 첫 회의 호평으로 극 초반 입소문의 주역이 됐다.
2013년 6월 20일부터 2015년 4월 18일까지 《쇼! 음악중심》의 진행을 맡았다. 그녀는 이후, 배우로서 연기에 집중을 하였다.

### 2014 - 2017: 차세대 10대 연기자로 주목

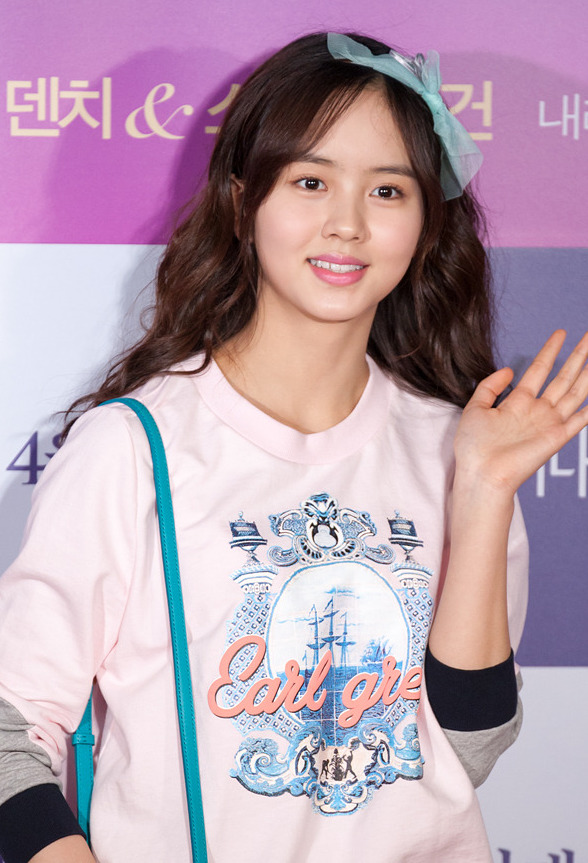
2014년 3월 31일 필로미나의 기적 VIP 시사회에서 김소현.

2014년 김소현은 OCN 드라마 《리셋》으로 첫 주연을 맡았다. 이듬해 2015년에는 하이틴 드라마 《후아유 - 학교 2015》에서 지상파 첫 주연을 맡아 쌍둥이 자매 고은별, 이은비 역의 1인 2역을 연기하였다. 그녀는 극중 섬세한 연기력을 선보이는 등 호평을 받았고, 코리아 드라마 어워즈 올해의 스타상과 KBS 연기대상 여자 신인상, 네티즌상, 베스트 커플상 3관왕을 수상하였다. 김소현은 2016년 4월, 대만에서 첫 팬미팅을 개최하는 등 아시아 권에서 사랑을 받았다.
김소현은 2016년 2월 개봉된 23년의 시간을 넘나드는 애틋한 사랑 이야기를 다룬 멜로 영화 《순정》에서 주연을 맡아 소녀 수옥 역을 연기하였고, 배역인 수옥에 대해 "단순한 캐릭터는 아니었다. 처음에는 단순하다고 생각했는데 보면 볼수록 실제의 나도 가지고 있는 생각도 많고 혼자 속앓이 하는 부분이 있더라. 그래서 공감하기는 쉬웠지만 연기하기 수월한 캐릭터는 아니었다"고 말했다. 이어 그는 캐릭터 분석 방법을 묻는 질문에는 "어릴 때는 캐릭터를 읽는 법을 몰랐다. 그래서 감독님과 주변의 도움을 받기도 했고 때로는 혼나면서 배웠다. 자연스럽게 느끼고 배우면서 조금씩 요령을 알았다. 아직 서툴지만 그래도 이만큼 알게 돼서 다행이라고 생각한다"고 답했다. 이후 동년 7월부터 방송 된 tvN 드라마 《싸우자 귀신아》에서 발랄하고 애교 넘치는 여고생 귀신에서 사람으로 깨어난 현지 역을 맡아 첫 성인 연기를 선보였다. 이 작품에서 성인 연기를 하지만 당시 미성년 나이인 지라 박봉팔을 연기한 옥택연과는 다소 많은 나이 차이로 우려의 목소리가 있었다. 김소현은 2016년 10월 드라마 종영 이후 《싸우자 귀신아》를 사랑해준 싱가포르 현지 매체와 팬들을 만나는 일정으로 싱가포르에 첫 방문하였고, 'Meet & Greet' 행사에서 대만, 말레이시아, 인도네시아 팬들과 만남을 가졌고 싱가포르에서 첫 팬미팅을 개최하였다. 2016년 12월 김소현은 tvN 판타지 드라마 《쓸쓸하고 찬란하神 - 도깨비》에서 김신(공유 분)의 누이이자 고려의 왕비인 김선 역으로 특별 출연해 그녀는 짧은 장면이었지만 회상 장면으로 여러 번 등장하였다. 김소현은 지난 2014년 이응복 PD와 함께 드라마 촬영을 하며 호흡을 맞췄던 인연으로 특별출연 제의를 받자마자 망설임 없이 출연을 결정했다고 한다.

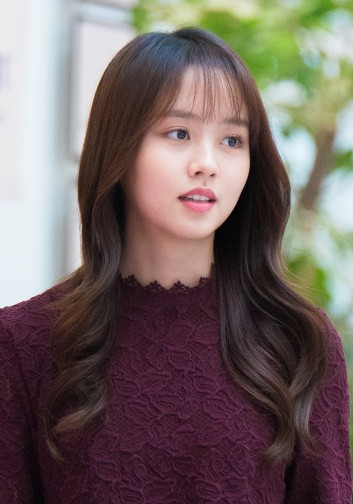
2016년 10월 15일 SOUP 팬사인회에서 김소현.

2017년 김소현은 MBC 사극 드라마 《군주 - 가면의 주인》에서 아버지를 참수 한 세자 이선(유승호 분)에게 복수하려다 연정을 품게 되는 한가은 역을 맡아 열연을 펼쳤다. 이 드라마는 반 사전 제작으로 제작되어 5월 10일 첫 방송 되었고, 약 7개월 동안 촬영 되었다. 연말 MBC 연기대상에서 여자 인기상을 수상했다. 동년 7월, 그녀는 인기리에 상영 된 일본 애니메이션 영화 《너의 이름은.》의 한국어 더빙 판에서 히로인 미야미즈 미츠하 역을 연기했다. 김소현은 지난 7년 여 동안 소속해온 iHQ와 2017년 7월 부로 전속 계약이 만료됐다. 김소현은 100% 사전제작 되어 동년 9월부터 방송 된 SBS 드라마 《당신이 잠든 사이에》에서 고등학생 피아니스트이자 정승원(신재하 분)의 학교 친구인 박소윤 역을 맡아 극 초반 특별출연했는데, 어머니 도금숙(장소연 분)을 향한 아버지 박준모(엄효섭 분)의 폭력으로 힘들어하지만, 박준모가 권력을 쥐고 있는 탓에 법의 심판을 받지 않아 슬픔에 빠진 인물을 연기했다.
2017년 12월 말 김소현은 로엔 엔터테인먼트와 함께 독립 레이블과 전속 계약을 체결했다고 보도 되었다. 로엔은 "김소현이 로엔과 손잡고 새롭게 설립될 독립 레이블 이앤티 스토리 엔터테인먼트와 전속 계약을 맺었다. 김소현은 이 회사의 박찬우 대표와 전 소속사에서 2010년부터 오랜 시간 함께 해온 각별한 인연의 신뢰를 바탕으로 계약하게 됐다"고 밝히며, 김소현과 2010년부터 함께한 박찬우 대표는 "김소현이 성인 배우로서 한 단계 도약해 더욱더 성장해 나갈 수 있도록 전폭적인 지원을 아끼지 않겠다"고 전했다.

### 2018 - 현재: 성인 연기자로서의 시작

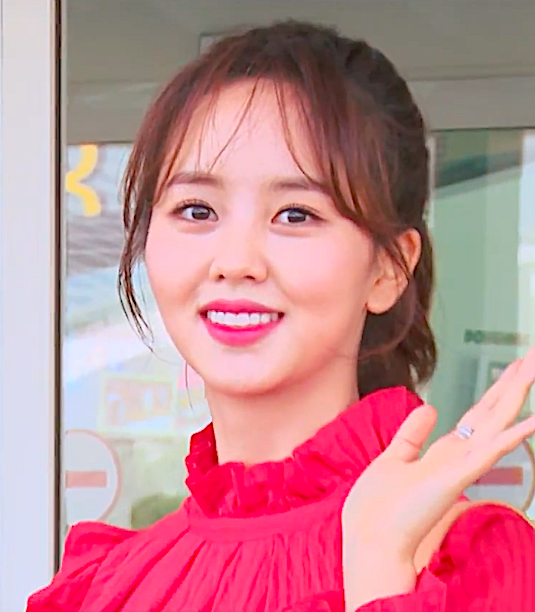
2018년 8월 22일 인천국제공항에서 김소현.

김소현은 스무살 성인이 된 2018년 첫 작품으로 1월 29일부터 방영을 시작한 KBS2 드라마 《라디오 로맨스》을 차기작으로 선택하였고, 극 중 통통 튀는 매력과 무한 긍정 에너지를 뽐내는 캔디 캐릭터의 라디오 작가 송그림 역을 완벽하게 소화하며 16살의 나이로 칸 영화제에서 최연소 남우주연상을 탄 자체발광 꽃배우 지수호 역을 연기하는 윤두준과 호흡을 맞추며 열연을 펼쳤다.
데뷔 10년 만에 첫 단독 예능 《스무살은 처음이라 - 김소현의 욜로홀로 캘리포니아》에 출연했다. 9월 28일 유튜브 등 라이프타임 디지털 채널에서 첫 방송을 시작으로 매주 화요일, 금요일 두 편의 에피소드가 공개된다. 10월 20일 오후 8시부터는 라이프타임 TV 채널에서도 방송 되었다. 비제이의 팬인 인도 팬걸이 김소현에게 다양한 작품을 통해 보여준 연기력에 감사하는 편지를 통해 팬심을 드러냈다.